# Подводная почта Панамского канала

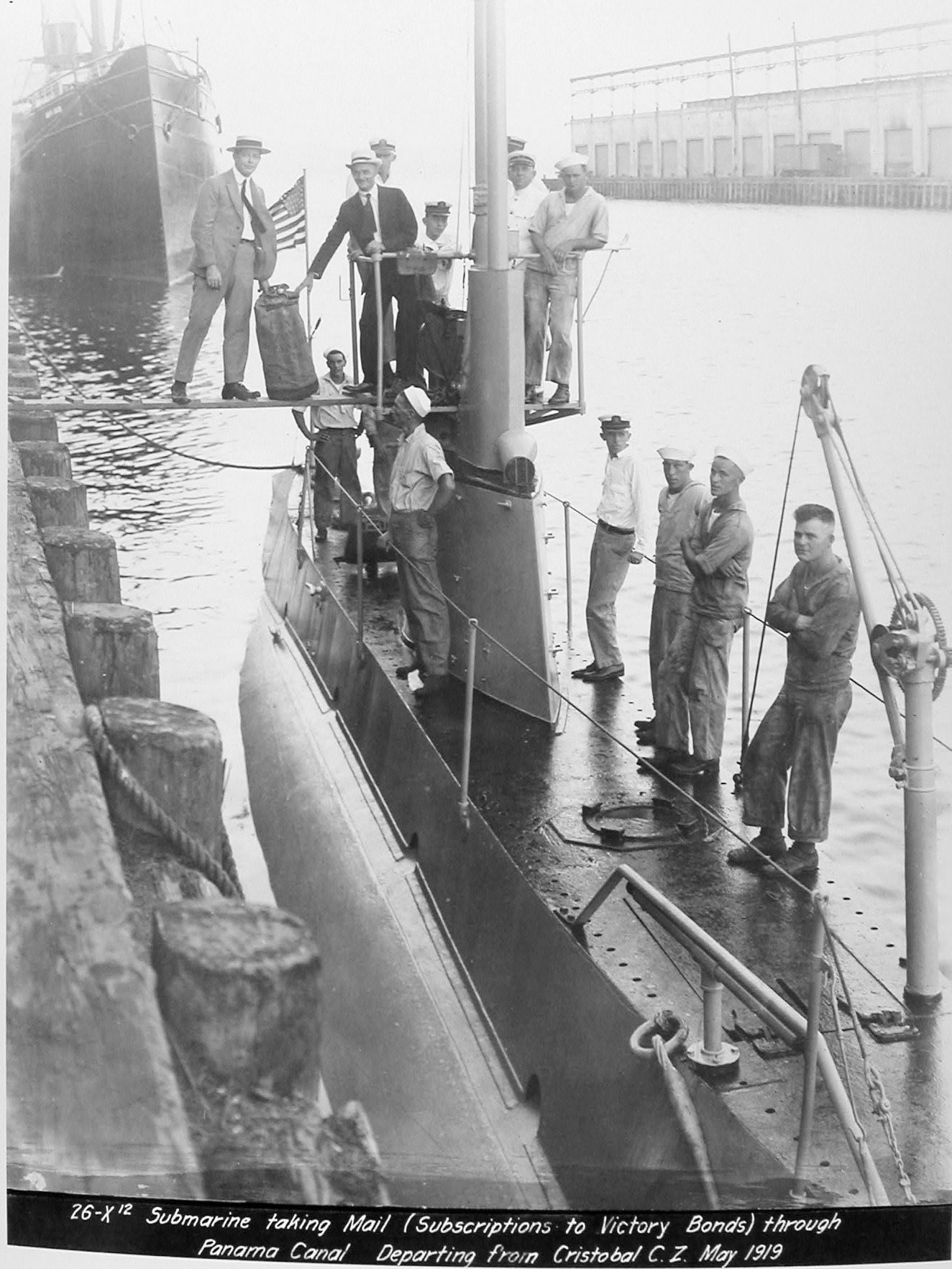
Погрузка почты на подводную лодку «C-3» в Кристобале 7 мая 1919 года.

«Подводная почта» Панамского канала — событие, состоявшееся 7 мая 1919 года, когда американская подводная лодка «C-3» перевезла по Панамскому каналу из Кристобаля в Бальбоа небольшой груз почты. Официальное название этого предприятия — «Первая межокеанская подводная почтовая служба» (англ. The First Ocean to Ocean Submarine Mail Service). Перевозка почты подводной лодкой проводилась в связи с подписной кампанией на облигации займа Победы.

### Заём Победы
После окончания Первой мировой войны у Соединённых Штатов Америки остались огромные долги по военным займам. В 1917 и 1918 годах для финансирования расходов на ведение войны и оказания помощи союзникам правительством США были размещены четыре выпуска облигаций займа Свободы (англ. Liberty Loan) приблизительно на сумму 16,7 миллиарда долларов. Помочь рассчитаться по долгам должен был пятый выпуск, размещавшийся в США с 21 апреля по 10 мая 1919 года, а в Зоне Канала — по 8 мая. Пятый выпуск облигаций займа Свободы назвали займом Победы Свободы (англ. Victory Liberty Loan), или кратко — заём Победы. При общей сумме займа в 4,5 миллиарда долларов, квота зоны Панамского канала составила «миллион или больше».
Комитет займа (англ. Victory Loan Committee) включал руководителей подразделений Панамского канала и представителей профсоюзов. Территория была разделена на пять районов: Анкон, Бальбоа, Педро Мигель, Гатун, Кристобаль, между которыми устроено соревнование. Району, собравшему самую высокую среднюю подписку, которая определялась путём деления суммы собранных подписок на количество работников в районе, вручался почётный флаг.
Агрессивная кампания по популяризации облигаций, направленная на мелких инвесторов и обывателей, стимулировала общественные усилия и приводила к ярким патриотически окрашенным событиям, одним из которых стала организация и проведение в зоне Панамского канала «подводной почты».

### Конверты «подводной почты» Панамского канала

Конверт «Первой межокеанской подводной почтовой службы». Панамский канал, 7 мая 1919 года.

Перевезённые подводной лодкой конверты, содержали подписки работников Панамского канала на облигации займа Победы. Подписка — бланк, подтверждавший обязательство инвестировать в облигации определённую сумму до фактического закрытия покупки. На лицевой стороне бланка указывались имена подписчика и служащего, оформившего подписку, цена облигаций. На оборотной стороне бланка нанесены графы для отметок платежей месяц за месяцем.
Бланки подписок были вложены в так называемые «штрафные конверты» (англ. penalty envelopes), получившие название из-за напечатанного вместо почтовой марки предупреждения о штрафе за использование конверта для уклонения от оплаты почтовых расходов. Бесплатные для отправителя «штрафные конверты» были введены Актом Конгресса 3 марта 1877 года. Право использования этих конвертов для пересылки официальных бумаг предоставлялось законодателям, правительственным чиновникам, некоторым другим должностным лицам, и запрещалось в личных целях.
Конверты, использованные для «подводной почты», пронумерованы нумератором. Существует конверт с номером «906», вписанным от руки. Опубликованная информация об использовании 1855 конвертов не основана на авторитетном источнике и требует проверки. Известны конверты без порядкового номера и без надписей от руки, с оттисками обоих почтовых штемпелей — образцы.
В верхнем левом углу адресной стороны конверта в две строки напечатан чёрной краской адрес отправителя «Панамский канал Зона Канала» (англ. The Panama Canal / Canal Zone). Под адресом — горизонтальная черта и ниже текст: «Официальное» (англ. Official Business).
В верхнем правом углу в три строки напечатано чёрной краской предупреждение о штрафе в 300 долларов за использование конверта в личных целях: «Penalty / for private use / $300».
На конвертах «подводной почты» в левой трети адресной стороны в качестве элемента оформления, привлекающего внимание, надпечатана красной краской большая буква «V», первая буква в слове «победа» (англ. victory). Остальной текст и линии надпечатаны тёмно-ультрамариновой краской. В одной зоне с красной буквой «V» надпечатан следующий текст: «Этот конверт содержал подписку от _______, перевезённую первой межокеанской подводной почтовой службой. Подводная лодка Соединённых Штатов C-3» (англ. This envelope contained / subscription / from / _______ / _______ / carried by the first / ocean to ocean / submarine mail service / U.S.S. C-3). Имя и адрес подписчика вписывались, вероятно, самим подписчиком или оформлявшим подписку служащим. На разных конвертах сведения о подписчике вписаны чернилами чёрного цвета, почерки различаются. Упоминаются названия населенных пунктов: Анкон, Бальбоа, Бальбоа-Хайтс, Кристобаль, Педро Мигель.
В средней зоне двумя сплошными линиями с текстами подсказа обозначены места для подписей директора почт (англ. Director of Posts) Креде Колхауна (англ. C. H. Calhoun) и председателя комитета займа (англ. Chairman Victory Loan Committee) Хартли Роува (англ. H. Rowe). Подписи выполнены чёрными чернилами разных оттенков.
В средней и правой зонах адресной стороны в три строки надпечатан адрес получателя: «VICTORY LOAN COMMITTEE / BALBOA HEIGHTS, / C. Z.».
В верхней части конверта нанесены оттиски исходящего и входящего специальных штемпелей круглой формы диаметром 36 мм. Штемпели были ручные, изготовленные из резины.
Оттиск исходящего штемпеля синего цвета расположен справа. Внутри двойной окружности расположен текст: «CRISTOBAL, C. Z. / ATLANTIC-PACIFIC / MAY 7 / 6:00 A.M. / 1919», разделённый геометрическими орнаментами, образованными крестообразно-пересекающимися полосами, загнутыми под прямыми углами. Справа от штемпеля — полосы (англ. killer bars), внутри которых расположена буква «V» и текст: «Первый рейс. Подводная почта. U.S.S. C-3» (англ. FIRST TRIP / Submarine Mail / U.S.S. C-3).
Оттиск входящего штемпеля фиолетовый или красновато-розовый (сильно выцветший), с текстом «BALBOA HEIGHTS, C. Z. / RECEIVED / MAY 7 / 2:00 P.M. / 1919», разделённым геометрическими орнаментами, образованными крестообразно-пересекающимися полосами, загнутыми под прямыми углами. Между дополнительных полос расположена буква «V» и текст: «Первый рейс. Подводная почта. U.S.S. C-3» (FIRST TRIP / Submarine Mail / Atlantic-Pacific).
Размер конверта 235×105 мм. Оборотная сторона чистая, без почтовых помет.

### Подводная лодка «C-3»

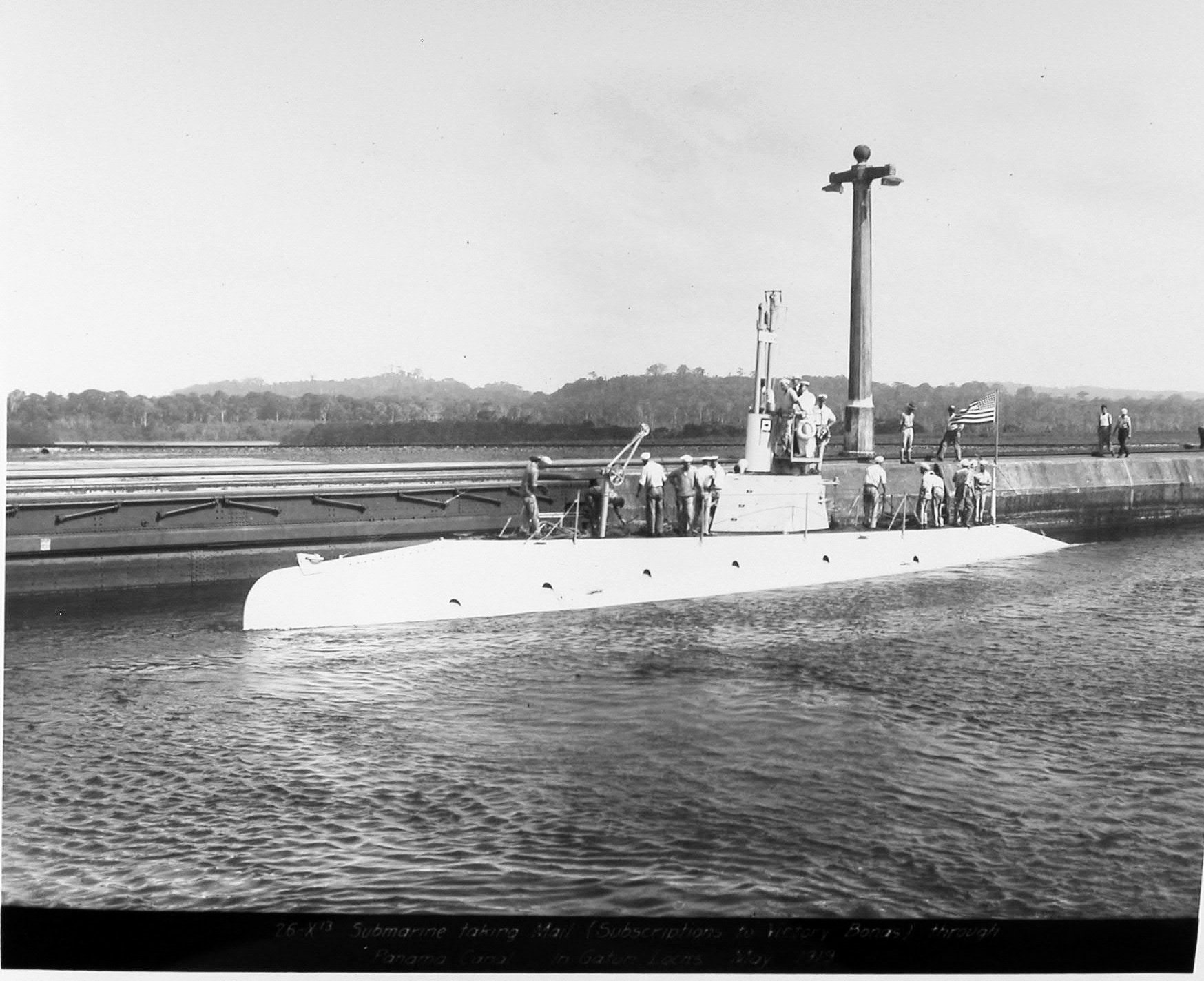
Подводная лодка «C-3» с грузом почты в шлюзе «Гатун» 7 мая 1919 года.

Подводная лодка ВМФ США USS «C-3» (SS-14) относилась к классу подводных лодок, предназначенных для прибрежного действия. Надводное водоизмещение лодки 238 тонн, подводное 279 тонн. «C-3» входила в состав Первой дивизии подводных лодок, сформированной в 1913 году для обороны Панамского канала.
При перевозке почты подводная лодка «C-3» примерно за восемь часов прошла расстояние около 80 километров. Всё время перехода подводная лодка находилась в надводном положении.

### Филателистическое значение конвертов «подводной почты» Панамского канала
Единственная известная публикация о «подводной почте» Панамского канала, имела место в 1978 году. В статье сообщалось о предшествовавшем событии — межокеанской «воздушной почте» или официально «Первой межокеанской воздушной почтовой службе» (англ. First Non Stop Ocean To Ocean Aero Mail Service). 18 октября 1918 года пилот военной летающей лодки майор Уолтер Уинн (англ. Walter W. Wynne) за 36 минут перелетел из Кристобаля в Бальбоа с грузом почты. «Воздушная почта» состояла в основном из «штрафных конвертов» с подписками на облигации четвёртого выпуска займа Свободы. В то время как «воздушной почтой» была перевезена немногочисленная частная корреспонденция, в том числе филателистическая, частная корреспонденция «подводной почты» неизвестна.
В статье отмечалось, что не слишком хорошая сохранность конвертов объясняется тем, что конверты попали в качестве сувениров в руки обычных людей, которые не были филателистами. При этом порядок сбора подписок для отправки их официальной почтой в адрес комитета займа, а равно и порядок последующей передачи конвертов подписчикам, в публикации не освещены.
В официальном еженедельнике Панамского канала «The Panama Canal Record» никакие сообщения о межокеанских почтах в зоне канала не были опубликованы.
Имена организаторов межокеанских почт Панамского канала неизвестны, но инициаторами, без сомнения, были энтузиасты филателии. Во всяком случае, почтмейстер Кристобаля Джеральд Блисс (англ. Gerald D. Bliss) слыл крупным филателистом.
В настоящее время конверты «подводной почты» Панамского канала относительно доступны по ценам от нескольких десятков до нескольких сотен американских долларов.
Значительный размер конвертов затрудняет их экспонирование на филателистических выставках.